# Keilfleck-Mosaikjungfer
Die Keilflecklibelle oder auch Keilfleck-Mosaikjungfer (Isoaeschna isoceles; Syn.: Aeshna isoceles) ist eine Libellenart aus der Familie der Edellibellen (Aeshnidae), welche der Unterordnung der Großlibellen (Anisoptera) angehören. Sie ist von Nordafrika über Süd-, Mittel- und Osteuropa bis in die Türkei verbreitet. Als nördlichster Fundpunkt gilt die Insel Gotland. In Deutschland ist die Art recht selten, wird hier aber aktuell nicht mehr als gefährdet eingestuft.

## Merkmale
Die Keilflecklibelle erreicht Flügelspannweiten von 8,5 bis 9,5 Zentimetern. Der gesamte Körper besitzt einen orangebraunen Grundton und, beim Männchen, eine feine grünliche Zeichnung. Im Gegensatz zu der farblich ähnlichen Braunen Mosaikjungfer (Aeshna grandis) mit braunen Flügeln sind bei ihr die Flügel glasklar. Die Keilflecklibelle trägt außerdem auf der Rückenseite des zweiten Abdomenabschnittes eine keilförmige Zeichnung, der sie ihren Namen verdankt. Auffällig sind auch ihre grünen Komplexaugen, die mit der sonst hellbraunen Körperfärbung kontrastieren.

## Lebensweise

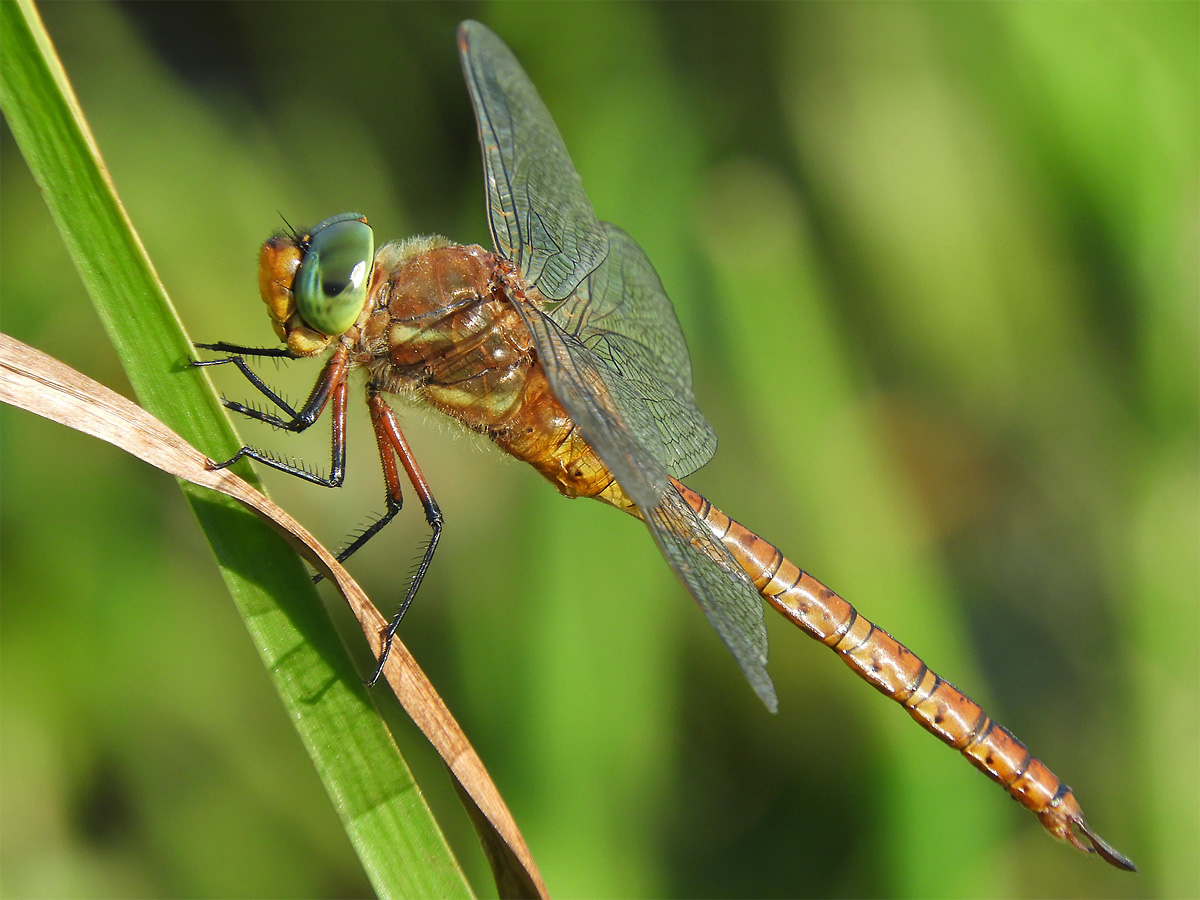
Männchen in Seitenansicht mit den auffällig grünen Augen dieser Art

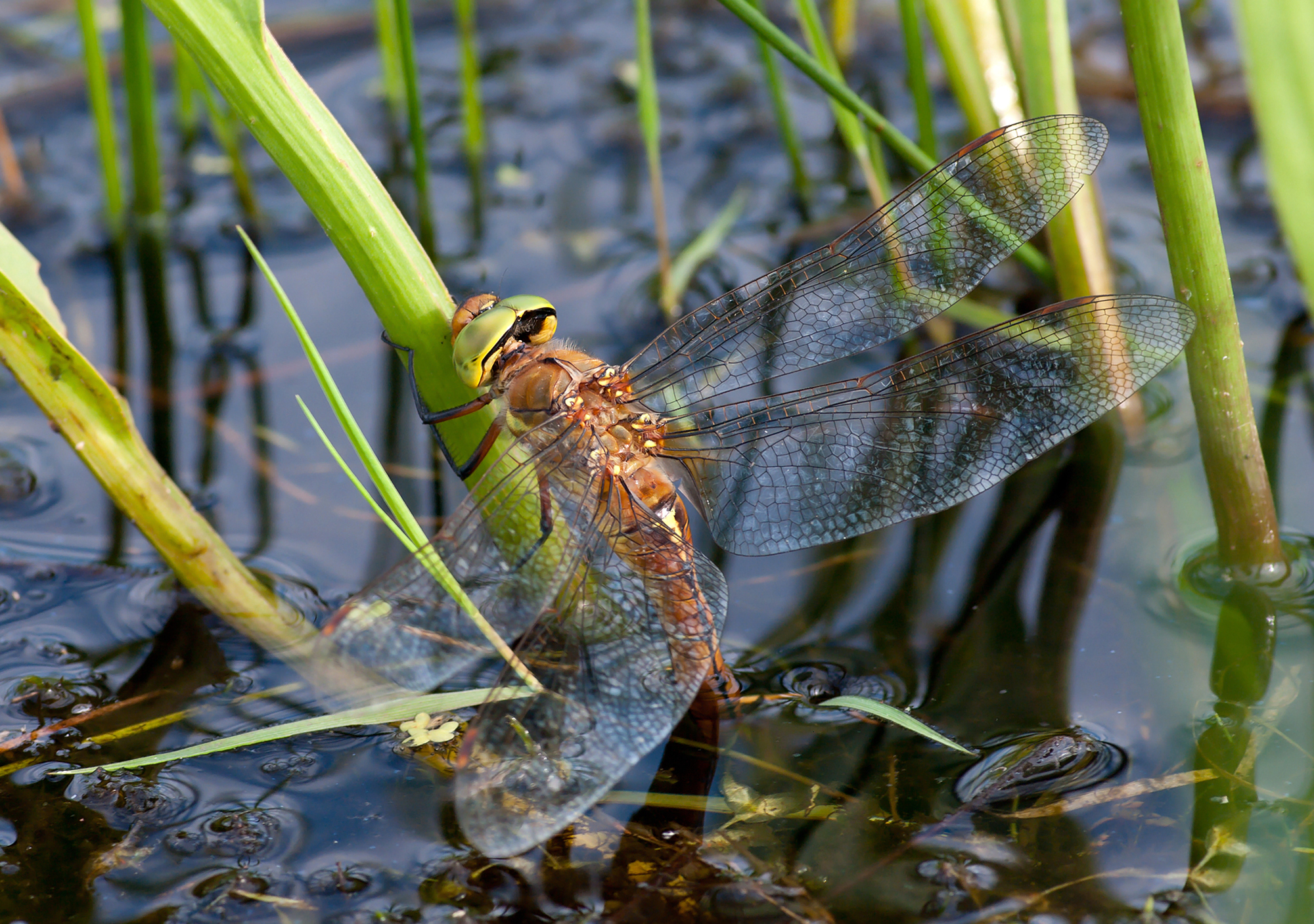
Weibchen bei der Eiablage

Die Imagines der Art sind in Mitteleuropa recht früh von Mitte Mai bis Anfang August im Schilfbereich stehender und langsam fließender Gewässer des Flachlands anzutreffen. Sie sind sehr wärmeliebend, die Männchen halten sich häufig in Schilfbuchten an der wasserzugewandten Seite der Pflanzen auf. Sie fliegen im Vergleich zu anderen Arten wenig und legen lange Ruhezeiten ein.
Die Weibchen suchen das Wasser zur Paarung und zur Eiablage auf. Die Paarung beginnt über dem Wasser und endet im Geäst der Uferbäume. Die Weibchen stechen ihre Eier in schwimmende Pflanzenteile ein.
Die Larven schlüpfen noch im selben Jahr etwa sechs Wochen nach der Eiablage. Je nach Umweltbedingungen dauert ihre Entwicklung ein oder zwei Jahre.

## Systematik und Nomenklatur
Von einigen Autoren wurde die Keilflecklibelle der asiatischen Libellengattung Anaciaeschna zugeschlagen, was aber sehr umstritten blieb.
In einer 2023 erschienenen molekulargenetischen Studie wird dargelegt, dass die Gattung Aeshna im bisher verstandenen Sinn nicht monophyletisch ist und daher aufgelöst werden muss. Gleichzeitig passt die hier behandelte Art weder in die Gattung Aeshna noch in Anaciaeschna. Die Autoren führen daher eine neue Gattung Isoaeschna gen. nov. ein, die nur diese eine Art Isoaeschna isoceles (Müller, 1767) enthält.
Die in der Literatur über viele Jahrzehnte gebräuchliche Schreibweise „isosceles“ für den wissenschaftlichen Artnamen ist nach den vor 2000 geltenden Regeln falsch, da in der Originalbeschreibung der Art „Libellula Isoceles“ (ohne s) steht. Nach 1999 kann eine zu einem bestimmten Zeitpunkt gültige Entscheidung bezüglich der Korrektheit des Namens aufgrund einer neuen Regelung in der 4. Ausgabe des ICZN-Code (Artikel 33.2.3.1 und 33.3.1) nur dann getroffen werden, wenn ermittelt wurde, welche Schreibweise aktuell im überwiegenden Gebrauch ist.